# Leerlingenvervoer
Leerlingenvervoer is het georganiseerd vervoeren van leerlingen.

## Soorten
Leerlingenvervoer kan duiden op verschillende vormen van vervoer van leerlingen:
- vervoer van scholieren van en naar school onder Art 4 Wet op het primair onderwijs of Art 4 Wet op het voortgezet onderwijs (te regelen door de gemeente) of Art 4 Wet op de expertisecentra (ook bekend als de Interimwet Speciaal onderwijs);
- buslijnen die onderdeel uitmaken van het gewone openbaar vervoers-netwerk, maar primair gericht zijn op scholieren (en vaak alleen 's ochtends en 's middags enkele ritten kennen), of het
- vervoer van scholieren naar bijzondere bestemmingen (zwembad, schooluitje). Hier is sprake van besloten busvervoer in opdracht van de school of de gemeente.

## Leerlingenvervoer onder artikel 4 WPO/WVO/WEC
Bijna alle desbetreffende leerlingen zijn kinderen met een handicap; een kleine groep bestaat uit kinderen die op grond van hun levensbeschouwelijke overtuiging naar een verafgelegen school reizen. Gemeentes stellen de regels voor het vervoer vast binnen de kaders van de wet; het ministerie van Onderwijs (OCW) is eindverantwoordelijk.
Met het leerlingenvervoer onder deze regelingen was in 2004 circa 120 miljoen euro gemoeid.
Experimenten
Alle gemeentes van de provincies Groningen en Drenthe en het OV-bureau dat door beide provincies is opgericht gaan het leerlingenvervoer (en ander kleinschalig vervoer) vanaf 2010 gezamenlijk laten uitvoeren onder één regeling. Het vervoer wordt opgedeeld in meerdere percelen, zodat middelgrote en kleine taxibedrijven een goede kans maken om de aanbesteding te winnen.

## Leerlingenvervoer per openbaar vervoer
Scholieren zijn een belangrijke doelgroep van het openbaar vervoer. Hun verplaatsingen beperken zich meestal tot de route naar school ('s ochtends) en terug naar huis ('s middags). In verschillende regio's waaronder Zeeland, Noord-Brabant en Gelderland bestaan voor dit vervoer speciale buslijnen waarover de scholen afspraken maken met de vervoerder en de OV-autoriteit.